# Conus insularis
Conus insularis é uma espécie de gastrópode do gênero Conus, pertencente à família Conidae.